# Nicotiana debneyi
Nicotiana debneyi är en potatisväxtart som beskrevs av Karel Domin. Nicotiana debneyi ingår i släktet tobak, och familjen potatisväxter. Inga underarter finns listade i Catalogue of Life.